# Teatinos
A Ordem dos Clérigos Regulares ou Teatinos (Latim: Ordo Clericorum Regularium vulgo Theatinorum), também designada no Brasil Ordem de São Caetano, é uma ordem religiosa masculina católica fundada no dia 14 de setembro de 1524 por Caetano de Thiene, Bonifácio de Colli, Paulo Consiglieri e João Pedro Carafa, bispo de Chieti (cujo nome latino é Theate, do qual provém o gentílico teatino).
O Cardeal Carafa seria mais tarde eleito Papa Paulo IV.
A Igreja Católica vivia o período da chamada Contrarreforma ou Reforma Católica.
Alguns teatinos foram proclamados santos ou beatos pela Igreja Católica: São Caetano de Thiene, Santo André Avellino, São José Maria Tomasi e os beatos Giovanni Marinoni e Paolo Burali d'Arezzo.